# Juri Borissowitsch Mesenzew
Juri Borissowitsch Mesenzew (ukrainisch Юрій Борисович Мезенцев, russisch Юрий Борисович Мезенцев, in englischer Transliteration Yurij Borisovich Mezentsev, * 11. Mai 1929 in Charkiw; † 24. September 1965 in Chimki) war ein sowjetischer Raketeningenieur.

## Leben
Juri Borissowitsch Mesenzew wurde am 11. Mai 1929 in der ukrainischen, damals sowjetischen Stadt Charkiw geboren.
Er studierte an der Fakultät für Mechanik der Leningrader Universität und schloss dort 1953 mit einem Diplom ab. Anschließend wurde er im Konstruktionsbüro von Walentin Petrowitsch Gluschko eingesetzt, wo er sich mit der Entwicklung von Flüssigtreibstoffantrieben beschäftigte, die später für die erste und zweite Stufe der Raketen Wostok, Woschod und Sojus verwendet wurden. Er befasste sich auch mit der Unterdrückung hochfrequenter Druckschwankungen in Antrieben. Seine Arbeiten wurden in der Zeitschrift „Авиация и космонавтика“ (Luft- und Raumfahrt) veröffentlicht.
Mesenzew starb am  24. September 1965 im Alter von 36 Jahren an akutem Herzversagen.

## Ehrungen
- 1957 wurde Mesenzew mit dem Ehrenzeichen der Sowjetunion für den Start des ersten künstlichen Erdsatelliten Sputnik ausgezeichnet.[2]
- 1961 wurde ihm der Orden des Roten Banners der Arbeit verliehen.[2]
- Im Jahre 1970 benannte die Internationale Astronomische Union den Krater Mezentsev offiziell nach Juri Mesenzew.[5]